# Harald Schöndorf

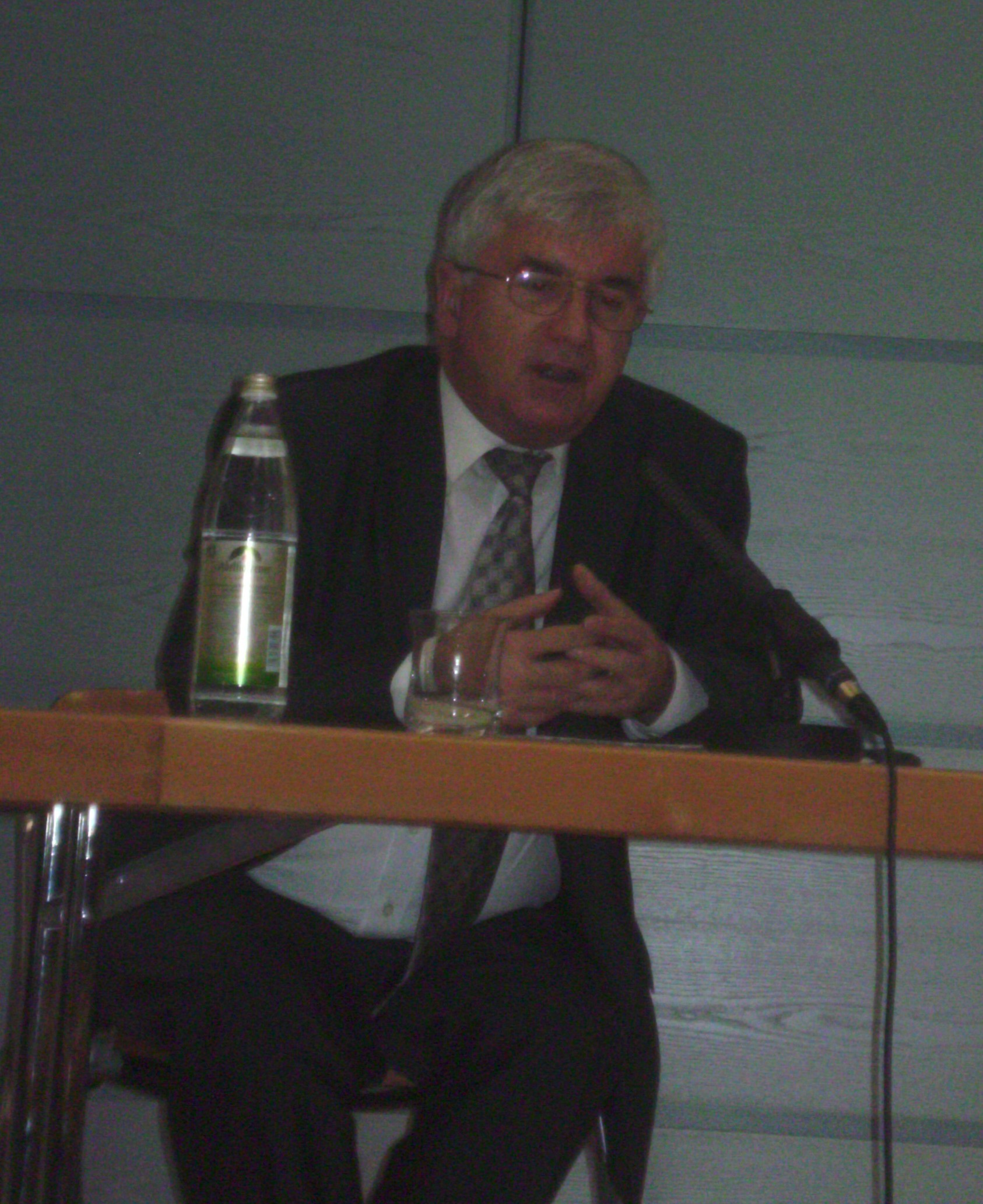
Harald Schöndorf 2012

Harald Schöndorf SJ (* 6. Mai 1944 in Roding (Oberpfalz)) ist ein deutscher Philosoph.

## Leben
Nach seinem Abitur am humanistischen Wilhelmsgymnasium in München trat Harald Schöndorf 1963 dem Jesuitenorden bei und studierte zunächst von 1965 bis 1968 Philosophie an der Philosophischen Hochschule Berchmanskolleg in Pullach. Anschließend studierte er Theologie und Philosophie an der Julius-Maximilians-Universität in Würzburg (1968–1970), der Faculté de Théologie de la Compagnie de Jésus Fourvière-Lyon (1970–1972), der Eberhard-Karls-Universität in Tübingen (1972–1973) und an der Ludwig-Maximilians-Universität in München 1973–1979.
Im Jahre 1972 – noch vor Abschluss des Theologiestudiums – wurde Harald Schöndorf zum Priester geweiht. 1979 promovierte er mit der Arbeit Der Begriff des Leibes bei Schopenhauer und seine Vorgeschichte bei Robert Spaemann an der Ludwig-Maximilians-Universität. 1995 habilitierte er sich an der Hochschule für Philosophie in München. Seit 2000 ist er dort ordentlicher Professor für Erkenntnislehre und Geschichte der Philosophie. Daneben hatte Schöndorf zahlreiche Gastdozenturen inne u. a. in San Miguel bei Buenos Aires, in  St. Georgen (Frankfurt), Benediktbeuern, Innsbruck, an der Universidad Javeriana in Bogotá, am Instituto Bonó (Santo Domingo), an der UCA in San Salvador und am Centre Sèvres in  Paris.
Seine Forschungsschwerpunkte bilden das philosophische Fach Erkenntnistheorie, der ontologische Gottesbeweis und die Philosophie von Suárez, Descartes, Kant und Schopenhauer. Schöndorf ist Herausgeber der komplett überarbeiteten neuen Auflage des bekannten Philosophischen Wörterbuchs von Walter Brugger.
Ulrich L. Lehner und Ronald Tacelli SJ gaben 2019 eine Festschrift zu seinem 75. Geburtstag heraus, die unter dem Titel Wort und Wahrheit im Kohlhammer Verlag erschien.

## Schriften
- Der Leib im Denken Schopenhauers und Fichtes. (= Pullacher Philosophische Studien. Band 15). (überarbeitete Diss.), München 1982.
- mit Emerich Coreth:  Philosophie des 17. und 18. Jahrhunderts (= Grundkurs Philosophie. Band 8; Urban-Taschenbuch. 352). 4. Auflage. Stuttgart u. a. 2008.
- als Hrsg.: Die philosophischen Quellen der Theologie Karl Rahners (= Quaestio Disputata. 213). Freiburg u. a. 2005.
- mit Walter Brugger (Hrsg.): Philosophisches Wörterbuch. Freiburg/München 2010.
- als Hrsg.: Die Wirklichkeit erkennen. Grundlinien im Denken Béla Weissmahrs. Stuttgart 2012.
- Warum musste Jesus leiden? Eine neue Antwort auf eine alte Frage. Pneuma Verlag, München 2013, ISBN 978-3-942013-21-5.
- Erkenntnistheorie (= Grundkurs Philosophie. Band 2). Stuttgart 2014.[2]
- Die Metaphysik des Francisco Suárez. In: Janez Perčič, Johannes Herzgsell (Hrsg.): Große Denker des Jesuitenordens. Ferdinand Schöningh, Paderborn 2016, ISBN 978-3-506-78400-1, S. 13–25